# Grooveshark
Grooveshark fue una plataforma que tenía como base un amplio motor de búsqueda de música en línea y recomendación de la misma, que permitía a los usuarios buscar y subir música de forma libre y gratuita. Grooveshark tuvo un flujo de 100 hasta 110 millones de canciones al mes, además de 35.000.000 de usuarios registrados. En abril de 2009, su audiencia creció a un ritmo del 2 o 3% por día.

## Historia
Grooveshark fue un servicio de la empresa Escape Media Group Inc (EMG), una compañía de Gainesville, Florida, Estados Unidos. EMG fue fundada en marzo de 2006 por tres estudiantes de la Universidad de Florida, Andrés Barreto, Sam Tarantino y Josh Greenberg. La idea se le ocurrió a Sam Tarantino, cuando yendo a donar plasma se cruzó con una tienda de discos, en donde un letrero decía: "compra, venta e intercambio de CD", y allí tuvo la idea de aplicar esto a la música digital.
Fue puesto en marcha en versión beta a principios de 2007, inicialmente era un servicio de descarga de música, pero solamente pago. La música proviene de su red P2P. Grooveshark ofrecía un modelo de compra de canciones único, que consiste en lo siguiente: cuando una canción es comprada, parte de ese dinero va destinado a la persona que subió el fonograma. Grooveshark se encontraba posicionado como una de las redes de P2P más populares como LimeWire.
A partir del 18 de enero de 2012 Grooveshark dejó de funcionar en Alemania debido al elevado precio que la principal entidad de derechos de reproducción musical y teatral, GEMA, pedía para mantener el servicio gratuito.
El 1 de mayo de 2015, Grooveshark cesó su actividad como consecuencia del cerco judicial por parte de las discográficas. Dejan esta despedida en su web:

Dear music fans,

Today we are shutting down Grooveshark.
We started out nearly ten years ago with the goal of helping fans share and discover music. But despite best of intentions, we made very serious mistakes. We failed to secure licenses from rights holders for the vast amount of music on the service.
That was wrong. We apologize. Without reservation.
As part of a settlement agreement with the major record companies, we have agreed to cease operations immediately, wipe clean all the data on our servers and hand over ownership of this website, our mobile apps and intellectual property, including our patents and copyrights.
At that time of our launch, few music services provided the experience we wanted to offer and think you deserve. Fortunately, that’s no longer the case. There are now hundreds of fan friendly, affordable services available for you to choose from, including Spotify, Deezer, Google Play, Beats Music, Rhapsody and Rdio, among many others.
If you love music and respect the artists, songwriters and everyone else who makes great music possible, use a licensed service that compensates artists and other rights holders. You can find out more about the many great services available where you live here: http://whymusicmatters.com/find-music.

It has been a privilege getting to know so many of you and enjoying great music together. Thank you for being such passionate fans.
Yours in music,
Your friends at Grooveshark.

## Características
Una de las características más notables de Grooveshark fue su sistema de recomendaciones llamado Grooveshark Radio, que busca canciones similares a las de lista de reproducción del usuario. La principal característica de Grooveshark es encontrar canciones y reproducirlas inmediatamente, permitiendo además, la creación de una lista de reproducción. Cuando un usuario está satisfecho con la lista de canciones tal como está en su cola de pendientes, tiene la opción de guardar la lista de canciones para su posterior reproducción.
Otra de las posibilidades es no crearse un usuario para disfrutar de Grooveshark, aunque en este caso no se podrá guardar listas de reproducción, ni ninguna de las opciones que requiera enlace a un usuario o perfil, como seguir a algún otro usuario.
Se puede enlazar la cuenta Grooveshark con terceros:
- Facebook -comparte canciones o listas de reproducción y permite que los amigos te sigan.
- Contactos de Google- unificando con YouTube, Gmail y Grooveshark.
- Last.fm

## Cierre
Tras más de 6 años de lucha en los juzgados, Escape Media, la empresa propietaria de Grooveshark, se rinde ante los gigantes de la industria musical. Bajo acuerdo con Sony Music, Warner Music y Universal Music, Escape Media ha cerrado su página web, sus aplicaciones, borrado sus servidores, borrado su cuenta de Twitter/Facebook y pedido disculpas públicamente a la industria. Por si fuera poco, en su carta pública de disculpa promueven alternativas como Spotify,  Deezer, Google Play, Beats Music, Rhapsody y Rdio, entre muchos otros.
Un juez del Tribunal de Distrito de Estados Unidos declaró al jurado que Escape Media podría ser responsable de hasta $736 millones en daños y perjuicios tras perder uno de los casos relativos a sus violaciones de los derechos de autor. Bajo los términos del acuerdo, Escape Media no tendrá que pagar nada a las grandes firmas, pero tendría que pagar $75 millones de dólares si violan los términos del acuerdo.
El juez Thomas P. Griesa no coincidió con esa percepción del servicio, ya que ha sido fácilmente demostrable que los administradores del servicio eran responsables de subir a la plataforma miles y miles de canciones que no tenían derecho a subir. Como resultado, en septiembre, Griesa declaró a los dos cofundadores directamente e indirectamente responsables de infringir las leyes de copyright de nueve grandes discográficas.

## Modalidades Extra
Había disponibles dos modelos de pago con algunas implementaciones adicionales:
- Grooveshark Anywhere: orientado a las personas que viajan a menudo y quieren utilizarlo en el Teléfono inteligente.
- Grooveshark Plus: elimina la publicidad y banners de la página y ofrece la posibilidad de tener una aplicación propia y no utilizar el modo navegador. Además, prioriza los correos que envíes al departamento de soporte.

## Muerte de Josh Greenberg
El cofundador de Grooveshark, Josh Greenberg, fue encontrado muerto el domingo 19 de julio de 2015 por la Policía de Gainesville, Florida (Estados Unidos), localidad donde vivía con su novia. La misma fue quien encontró el cadáver de su pareja en la cama.
Las fuerzas de seguridad informaron que el cuerpo sin vida de Greenberg fue hallado sin signos de violencia, y descartaron la posibilidad de un crimen premeditado o un suicidio como causa de la muerte. La madre del joven, que tenía 28 años cuando murió, informó que la autopsia no reveló en ese momento por qué falleció su hijo. Además, Lori Greenberg –como se llama la mujer– confirmó que se estaban haciendo pruebas de toxicología que demorarían.